# Chidori (1933)
Chidori (千鳥, ちどり, チドリ; dosł. Śpiew tysiąca ptaków) – japoński torpedowiec z okresu międzywojennego i II wojny światowej, główny okręt typu Chidori. Nazwę tę nosił także wcześniejszy torpedowiec z 1901.

## Budowa
Cztery okręty typu Chidori były pierwszymi japońskimi torpedowcami zbudowanymi po przyjęciu przez Japonię rozbrojeniowego traktatu londyńskiego z 1930 roku, w ramach 1. Programu Uzupełnień z 1931. Przy niewielkiej wyporności standardowej – poniżej 600 ton, miały one nieść możliwie najsilniejsze uzbrojenie. Początkowo zostały one uzbrojone w 3 działa kalibru 127 mm w dwudziałowej wieży na rufie i jednodziałowej na dziobie, działko plot 40 mm i dwie podwójne wyrzutnie torped 533 mm, co niewiele ustępowało uzbrojeniu mniejszych niszczycieli.
Stępkę pod budowę głównego okrętu "Chidori" położono 13 października 1931 w stoczni Marynarki w Maizuru, kadłub wodowano 1 kwietnia 1933, a oddano go do służby 20 listopada 1933 (w niektórych publikacjach typ Chidori nazywany jest błędnie typem "Tomozuru" od najbardziej znanego okrętu, mimo że budowę "Tomozuru" rozpoczęto ponad rok po "Chidori"). Nazwę tę nosił wcześniej także japoński torpedowiec z 1901 typu Hayabusa.
Jeszcze podczas prób morskich "Chidori" wyszła na jaw niska stateczność okrętów tego typu, więc jako środek zaradczy zamontowano na burtach okrętów tzw. "bąble", aż do pokładu górnego, zwiększające ich szerokość do 8,1 m. Nie polepszyły one jednak sytuacji w dużym stopniu. 12 marca 1934 doszło do przewrócenia się podczas sztormu torpedowca tego typu "Tomozuru". Ponieważ dochodzenie wykazało, że przyczyną wywrócenia się torpedowca była zbyt mała stateczność, z powodu lekkiej konstrukcji i umieszczenia wysoko dużych mas, w sierpniu-grudniu 1936 "Chidori" wraz z pozostałymi okrętami typu został przebudowany w stoczni w Maizuru w celu poprawienia ich stateczności. Usunięto drugą wyrzutnię torped, a dotychczasowe działa 127 mm zamieniono na trzy lżejsze pojedyncze stanowiska dział 120 mm, z tego jedno zamontowane na miejscu wyrzutni torped. Zdjęto też działko plot 40 mm i obniżono nadbudówkę dziobową o jedno piętro. Zmniejszeniu uległa przy tym prędkość, z 30 do 28 węzłów. Okręty faktycznie stały się eskortowcami (więcej w artykule głównym o typie Chidori).

## Służba w skrócie

### Początkowy okres
Po wejściu do służby "Chidori" został przydzielony do 21. Sekcji Torpedowców (Suiraitai), w składzie Dywizjonu Straży bazy w Sasebo. 6 marca 1934 wziął udział w kilkudniowych manewrach floty, wraz z bliźniaczym "Tomozuru". Podczas manewrów, 12 marca 1934 "Tomozuru" wywrócił się w silnym sztormie, płynąc za "Chidori", kiedy oba okręty wracały z przerwanego ćwiczenia nocnego ataku torpedowego.

### II wojna światowa
Torpedowiec "Chidori" wziął udział w II wojnie światowej. W 1942 zmodernizowano go wraz z pozostałymi okrętami typu, zdejmując rufowe działo 120 mm, w zamian dodając 10 działek przeciwlotniczych 25 mm Typu 96 i zwiększając liczbę miotaczy bomb głębinowych z 2 do 6.

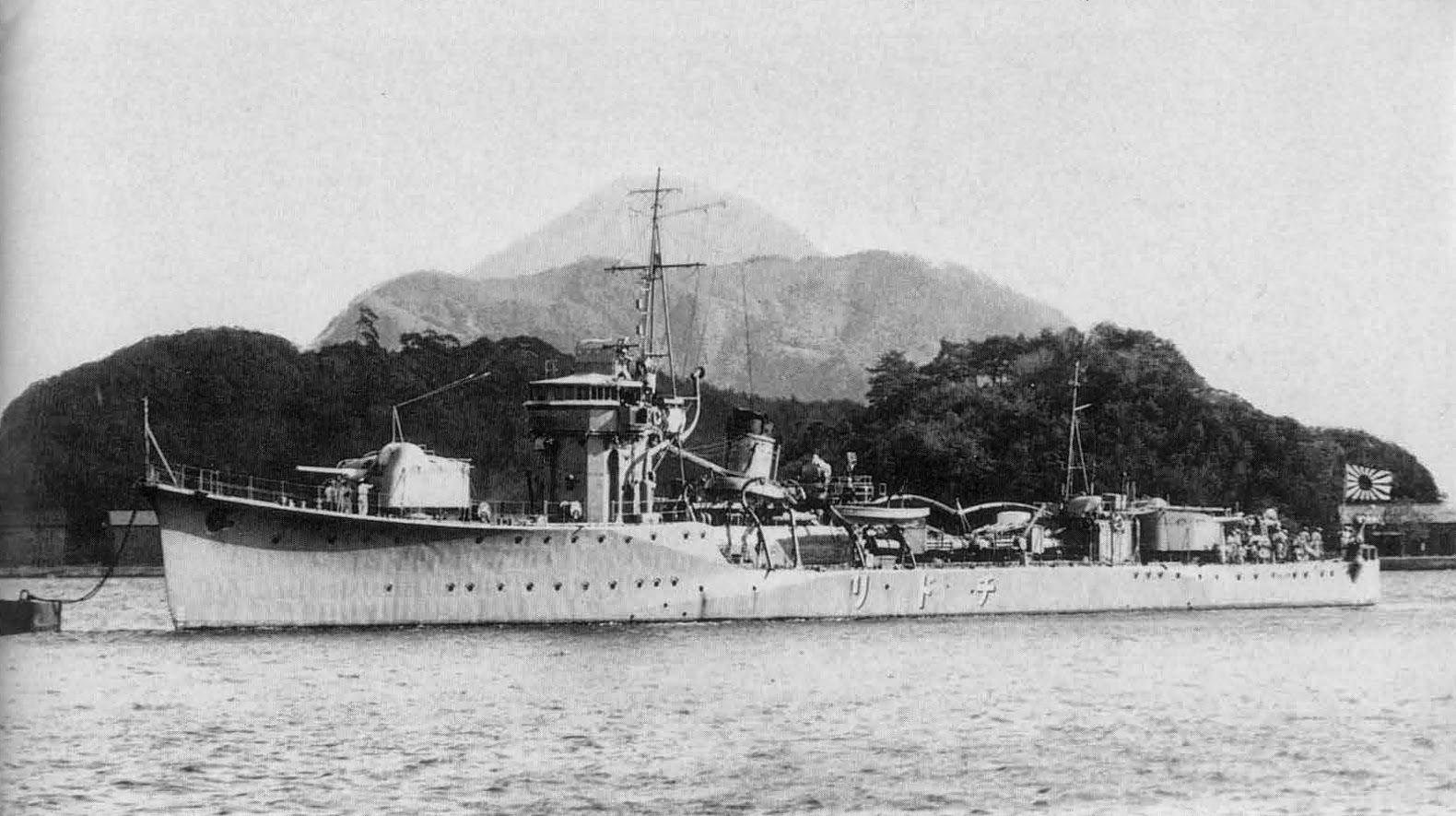
"Chidori" w 1933 – pierwotny wygląd

Podobnie jak inne okręty typu, "Chidori" służył głównie do zadań eskortowania konwojów. W początkowym okresie wojny na Pacyfiku eskortował siły dokonujące inwazji na Filipiny (Bataan i zatoka Lingayen w grudniu 1941), a następnie na Holenderskie Indie Wschodnie (Tarakan, Balikpapan w styczniu 1942, Jawa w lutym 1942). Od marca 1942 eskortował konwoje w rejonie Makasaru.
Od czerwca 1942 eskortował konwoje i patrolował na wodach Japonii, w rejonie Kushimoto-Yokosuka, przydzielony do Dystryktu Strażniczego Osaka. Od 1 kwietnia 1943 służył w składzie Dystryktu Morskiego Yokosuka. Od końca kwietnia do maja 1943 był dokowany w Maizuru, po czym dalej pełnił zadania eskortowe w rejonie Jokosuka – Yura. Od końca marca do kwietnia 1944 był dokowany w Jokosuce, ponownie w sierpniu 1944.
Od końca listopada 1944 patrolował w rejonie bazy Toba. 21 grudnia 1944 wypłynął do Jokosuki, a 22 grudnia 1944 został zatopiony 90 mil morskich na południowy zachód od Yokosuki przez amerykański okręt podwodny USS "Tilefish", w rejonie pozycji 34°30′N 138°02′E/34,500000 138,033333 (liczne publikacje podają 24 grudnia 1944).
Oficjalnie skreślony z listy floty 10 lutego 1945.

## Dane techniczne
- wyporność:
  - standardowa: 600 t (535 t przed przebudową)
  - pełna: 815 t (737 t przed przebudową)
- wymiary:
  - długość: 82 m
  - szerokość: 7,4 m
  - zanurzenie: 2,5 m
- napęd: 2 turbiny parowe o mocy łącznej 11 000 KM, 2 kotły parowe, 2 śruby
- prędkość maksymalna: 28 w.
- zasięg: 9000 mil morskich przy prędkości 10 w.
- zapas paliwa: 150 t. (mazut)
- załoga: 113

Uzbrojenie:
- 1933-1936:
  - 3 działa 127 mm (1xII, 1xI). Długość lufy – L/50 kalibrów
  - 1 działko przeciwlotnicze 40 mm
  - 4 wyrzutnie torpedowe 533 mm (2xII)
  - 2 miotacze bomb głębinowych

- 1936-1941:
  - 3 działa 120 mm (3xI). Długość lufy – L/45 kalibrów
  - 1 karabin maszynowy 7,7 mm
  - 2 wyrzutnie torpedowe 533 mm (1xII)
  - 2 miotacze bomb głębinowych

- od 1942:
  - 2 działa 120 mm (2xI)
  - 10 działek przeciwlotniczych 25 mm Typu 96
  - 2 wyrzutnie torpedowe 533 mm (1xII)
  - 6 miotaczy bomb głębinowych (48 bomb głębinowych)